# Blessing Afrifah
Blessing Akwasi Afrifah (ur. 26 października 2003) – izraelski lekkoatleta specjalizujący się w biegach sprinterskich, olimpijczyk (2024).
Młodzieżowy mistrz Europy (2023, 2025) w biegu na 200 metrów oraz mistrz świata juniorów (2022) w biegu na 200 metrów. Uczestnik mistrzostw Europy oraz mistrzostw Europy juniorów.
Złoty medalista mistrzostw Izraela oraz reprezentant kraju na drużynowych mistrzostwach Europy.
Jego rodzice pochodzą z Ghany.

## Osiągnięcia
| Rok  | Impreza                                   | Miejsce   | Konkurencja        | Pozycja    | Wynik |
| ---- | ----------------------------------------- | --------- | ------------------ | ---------- | ----- |
| 2021 | Mistrzostwa Europy juniorów               | Tallinn   | bieg na 200 m      | 4. miejsce | 21,01 |
| 2021 | Mistrzostwa Europy juniorów               | Tallinn   | sztafeta 4 × 100 m | 7. miejsce | 41,18 |
| 2021 | Mistrzostwa świata juniorów               | Nairobi   | bieg na 200 m      | 7. miejsce | 21,03 |
| 2022 | Mistrzostwa świata juniorów               | Cali      | bieg na 200 m      | 1. miejsce | 19,96 |
| 2022 | Mistrzostwa Europy                        | Monachium | bieg na 200 m      | 7. miejsce | 20,69 |
| 2023 | Młodzieżowe mistrzostwa Europy            | Espoo     | bieg na 200 m      | 1. miejsce | 20,67 |
| 2023 | III dywizja drużynowych mistrzostw Europy | Chorzów   | bieg na 100 m      | –          | DQ    |
| 2023 | III dywizja drużynowych mistrzostw Europy | Chorzów   | sztafeta 4 × 100 m | 2. miejsce | 39,66 |
| 2023 | Mistrzostwa świata                        | Budapeszt | bieg na 200 m      | eliminacje | 20,73 |
| 2024 | Mistrzostwa Europy                        | Rzym      | bieg na 200 m      | 7. miejsce | 20,97 |
| 2024 | Igrzyska olimpijskie                      | Paryż     | bieg na 200 m      | repasaże   | 20,88 |
| 2025 | II dywizja drużynowych mistrzostw Europy  | Maribor   | bieg na 100 m      | 4. miejsce | 10,57 |
| 2025 | II dywizja drużynowych mistrzostw Europy  | Maribor   | bieg na 200 m      | 1. miejsce | 20,31 |
| 2025 | II dywizja drużynowych mistrzostw Europy  | Maribor   | sztafeta 4 × 100 m | 9. miejsce | 39,80 |
| 2025 | Młodzieżowe mistrzostwa Europy            | Bergen    | bieg na 200 m      | 1. miejsce | 20,64 |

## Rekordy życiowe
- bieg na 100 metrów – 10,09 (30 lipca 2025, Jerozolima) – rekord Izraela
- bieg na 200 metrów – 19,96 (4 sierpnia 2022, Cali) – rekord Izraela